# Arabella (prénom)
 (juin 2012).
Si vous disposez d'ouvrages ou d'articles de référence ou si vous connaissez des sites web de qualité traitant du thème abordé ici, merci de compléter l'article en donnant les références utiles à sa vérifiabilité et en les liant à la section « Notes et références ».
Pour les articles homonymes, voir Arabella (homonymie).

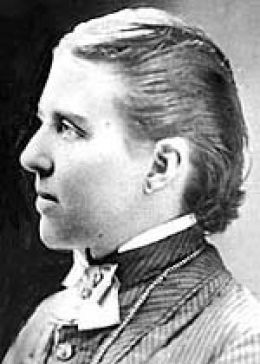
Photo d'Arabella Mansfield vers 1870

Cette page contient les pages d'homonymie de Arabella et Arabelle,
Arabella et Arabelle sont des prénoms féminins, d'étymologie latine : orabilis (accessible à la prière).[réf. nécessaire]
En raison de la parenté de leur signification étymologique, on peut fêter Arabella à la Sainte-Osanna, le 18 juin.[réf. nécessaire]

## Variantes
Arbell, Arbella, Orabella, Orbella, etc.

## Popularité du prénom
Arabella est apparu au XIIe siècle en Écosse et ne s'est répandu que discrètement, sous différentes formes. 
Alexander Pope en fait en 1712 l'héroïne de son chef-d'œuvre, La Boucle de cheveux enlevée, ce qui entraîne sa diffusion dans les milieux cultivés. 
Arabella fut également le nom d'un personnage de Dickens, dans Les Papiers posthumes du Pickwick Club en 1837.
Un siècle plus tard, Arabella est le rôle-titre d'un opéra de Richard Strauss.
Ce prénom connait un regain de faveur en Grande-Bretagne exclusivement, à partir des années 1970, mais reste un prénom rare.
C'est également le titre d'une chanson du groupe rock britannique Arctic Monkeys, parue sur leur album AM en 2013.

## Personnes portant ces prénoms

### Arabella
- Pour l'ensemble des articles sur les personnes portant ce prénom, consulter :
  - la liste des articles dont le titre commence par ce prénom
  - les listes produites par Wikidata : Liste des personnes de prénom « Arabella » — même liste en incluant les éventuels prénoms composés qui contiennent « Arabella ».

### Arabelle
- Pour l'ensemble des articles sur les personnes portant ce prénom, consulter :
  - la liste des articles dont le titre commence par ce prénom
  - les listes produites par Wikidata : Liste des personnes de prénom « Arabella » — même liste en incluant les éventuels prénoms composés qui contiennent « Arabella ».